# Форт-Верт
Форт-Верт, Форт-Уерт (англ. Fort Worth) — місто (англ. city) в США, в округах Таррант, Дентон і Паркер у центрально-східній частині штату Техас. Адміністративний центр округу Таррант. Населення — 918 915 осіб (2020). Форт-Верт — п'яте за кількістю населення місто Техасу і 17-те у США. Центр аграрної промисловості та туризму.
Разом з Далласом й іншими містами агломерації (Арлінгтон, Гарланд, Дентон, Ірвінг, Месквіт та Плейно) Форт-Верт складає мегаполіс («metroplex») «Даллас — Форт-Верт», четвертий за чисельністю населення в США (6,1 млн осіб).

## Історія

### Американсько-мексиканська війна
Сім армійських сполучень були створені з років 1848—1849 після мексиканської війни для захисту поселенців Західного Техасу та «Форт-Верт», «Форт-Грем», «Форт-Гейтс», «Форт-Кроґган», «Форт-Мартін Скотт», «Форт-Лінкольн» і «Форт-Дункан».
Генерал-майор «Вільям Дженкінс Ворто» (1794—1849) був другим у команді генерала Закарі Тейлора на початку американо-мексиканської війни в 1846 році. Після війни Ворто був поміщений в команду Департаменту Техас в 1849 році. У січні 1849 Ворто запропонував десять фортів, щоб відокремити західний Техас кордоном від «Ігл-Пасс» до злиття «Західного-Форк» і «Клір-Форк» річки Трійці. Через місяць Ворт помер від холери. «Генерал Вільям С. Харні» прийняв на себе командування Департаменту Техасу і наказав майору «Риплі А. Арнольд» (Компанія, Другий США Драгуни), щоб знайти нове місце для форта біля «Західної-Форк» і «Клір-Форк». 6 червня 1849 Арнольд встановив табір на березі річки Триніті та назвав сполученням Camp на честь генерала Ворта. У серпні 1849 Арнольд переїхав до табору на північному перед блеф, який вийшов на гирлі «Ясно-Форк» річки Трійці.
Хоча індіанські нападу були все ще становить загрозу в області, піонери вже врегулювання біля форту. «Террелл» (1812—1905) стверджував, що першим резидентом «Форт-Верт». Форт був затоплений перший рік і переїхав у верхній частині блеф, де будівля суду сидить сьогодні. Ніяких слідів оригінального форту не залишається. Форт був покинутий 17 вересня 1853.

## Географія

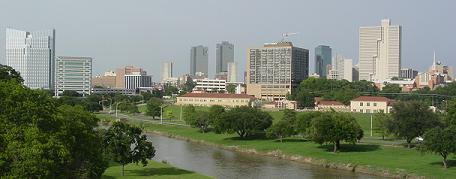
Центр міста Форт-Верт

Форт-Верт має вологий субтропічний клімат відповідно до системи класифікації клімату Кеппена. Найспекотніший місяць в році — липень, коли середня температура сягає 36 °C вдень, а вночі — 23 °C, що дає середню денну температуру 29 °C). Найхолодніший місяць в році є січень, коли середня денна температура 13 °C, а нічна −1 °C. Середня температура в січні 6°C. Найвища температура, коли-небудь зареєстрована в Форт-Уорт становить 45°C, 26 червня 1980 року, під час Великої p. 1980 теплова хвиля,, та червні 27, 1980. Найнижча температура за всю історію в Форт-Уорт був −18,3°C 12 лютого 1899. Через своє розташування в Північному Техасі, Форт-Верт дуже сприйнятливий до SuperCell грози, які викликають великий град і можуть спричиняти торнадо.
Середньорічна кількість опадів для Форт-Верт 863,8 мм. Найвологіший місяць року є травня, коли в середньому 116,3 мм опадів випадає. Найсухіший місяць в році січень, коли 43,2 мм випадає. Середньорічний снігопад в Форт-Верт 66,0 мм.

### Клімат
| Клімат : Форт-Верт                         | Клімат : Форт-Верт | Клімат : Форт-Верт | Клімат : Форт-Верт | Клімат : Форт-Верт | Клімат : Форт-Верт | Клімат : Форт-Верт | Клімат : Форт-Верт | Клімат : Форт-Верт | Клімат : Форт-Верт | Клімат : Форт-Верт | Клімат : Форт-Верт | Клімат : Форт-Верт | Клімат : Форт-Верт |
| Показник                                   | Січ.               | Лют.               | Бер.               | Квіт.              | Трав.              | Черв.              | Лип.               | Серп.              | Вер.               | Жовт.              | Лист.              | Груд.              | Рік                |
| Абсолютний максимум, °C                    | 26,7               | 26,1               | 30,6               | 33,3               | 36,1               | 45,0               | 43,3               | 45,0               | 43,9               | 39,4               | 35,0               | 28,3               | 45,0               |
| Середній максимум, °C                      | 12,3               | 15,6               | 20,2               | 24,4               | 28,4               | 32,8               | 35,2               | 34,9               | 30,9               | 25,5               | 18,4               | 13,6               | 24,4               |
| Середня температура, °C                    | 6,7                | 9,7                | 14,1               | 18,3               | 22,8               | 27,2               | 29,4               | 29,1               | 25,3               | 19,6               | 12,8               | 8,2                | 18,6               |
| Середній мінімум, °C                       | 1,1                | 3,7                | 8,0                | 12,2               | 17,2               | 21,5               | 23,7               | 23,3               | 19,6               | 13,6               | 7,3                | 2,7                | 12,9               |
| Абсолютний мінімум, °C                     | −21,7              | −22,2              | −18,9              | −6,1               | 0,0                | 6,1                | 11,1               | 15,0               | −0,6               | −4,4               | −19,4              | −20,6              | −21,7              |
| Середня кількість сонячних годин на місяць | 186,0              | 169,5              | 217,0              | 240,0              | 248,0              | 300,0              | 341,0              | 310,0              | 240,0              | 217,0              | 180,0              | 186,0              | 2834               |
| Норма опадів, мм                           | 48                 | 60                 | 78                 | 81                 | 131                | 82                 | 54                 | 52                 | 61                 | 104                | 65                 | 65                 | 882                |
| Днів з опадами                             | 7,2                | 6,1                | 7,5                | 7,2                | 9,3                | 7,2                | 4,7                | 4,5                | 5,8                | 7,1                | 6,7                | 6,5                | 79,8               |
| ------------------------------------------ | ------------------ | ------------------ | ------------------ | ------------------ | ------------------ | ------------------ | ------------------ | ------------------ | ------------------ | ------------------ | ------------------ | ------------------ | ------------------ |
| Джерело: National Climatic Data Center     |                    |                    |                    |                    |                    |                    |                    |                    |                    |                    |                    |                    |                    |

## Демографія
Згідно з переписом 2010 року, у місті мешкало 741 206 осіб у 262 652 домогосподарствах у складі 176 923 родин. Густота населення становила 823 особи/км². Було 291086 помешкань (323/км²).
Расовий склад населення:
| - 61,1 % — білих - 18,9 % — чорних або афроамериканців - 3,7 % — азіатів - 0,6 % — корінних американців - 0,1 % — вихідців з тихоокеанських островів - 12,4 % — осіб інших рас |

До двох чи більше рас належало 3,1 %. Частка іспаномовних становила 34,1 % від усіх жителів.
За віковим діапазоном населення розподілялося таким чином: 29,4 % — особи молодші 18 років, 62,4 % — особи у віці 18—64 років, 8,2 % — особи у віці 65 років та старші. Медіана віку мешканця становила 31,2 року. На 100 осіб жіночої статі у місті припадало 96,4 чоловіків; на 100 жінок у віці від 18 років та старших — 93,5 чоловіків також старших 18 років.
Середній дохід на одне домашнє господарство становив 70 536 доларів США (медіана — 53 214), а середній дохід на одну сім'ю — 80 273 долари (медіана — 62 345). Медіана доходів становила 44 590 доларів для чоловіків та 37 903 долари для жінок. За межею бідності перебувало 18,8 % осіб, у тому числі 25,9 % дітей у віці до 18 років та 12,1 % осіб у віці 65 років та старших.
Цивільне працевлаштоване населення становило 364 108 осіб. Основні галузі зайнятості: освіта, охорона здоров'я та соціальна допомога — 20,9 %, виробництво — 11,5 %, роздрібна торгівля — 11,2 %.

## Уродженці
- Юдей Боумен (1887—1949) — американський піаніст і композитор регтайма і блюзу
- Білл Пекстон (1955—2017) — американський актор та кінорежисер.

## Міста-побратими
- Реджо-Емілія (італ. Reggio Emilia), Італія
- Бандунг (індонез. Bandung), Індонезія
- Будапешт (угор. Budapest), Угорщина
- Трір (нім. Trier), Німеччина
- Толука (ісп. Toluca), Мексика
- Нагаока (яп. 長岡市), Японія
- Мбабане, (англ. Mbabane), Есватіні

## Відомі люди
- Ді Лемптон (1898—1919) — американський кіноактор німого кіно
- Ларрі Гегмен (1931—2012) — американський актор, продюсер та режисер.